# Richard Caillat
Richard Caillat, né le 19 février 1965 à Marseille, est un homme d’affaires et producteur français de spectacles.

## Biographie

### Formation
Richard Caillat est diplômé de l’École supérieure de commerce (ESC) de Marseille, et est titulaire d’un DESS de Relations publiques à la Sorbonne (Celsa).

### Carrière
Il commence sa carrière en 1988 au sein de la chaîne de télévision La Cinq dont il met en place la politique interactive.
En 1991 il rejoint Frédéric Chevalier et Didier Chabassieu et développent ensemble[réf. souhaitée] HighCo, une société de marketing et de nouvelles technologies. En 1996, HighCo est cotée à la Bourse de Paris et Richard Caillat devient le plus jeune dirigeant d’une société cotée en France. En 2013, il quitte la présidence du directoire et devient président du conseil de surveillance.

### Producteur de théâtre
À partir de 2010, Richard Caillat intensifie son activité dans la production théâtrale. Il crée une société de production de spectacles appelée « Arts Live Entertainment » avec l’ambition de mettre Internet au cœur des productions de spectacles vivants. Il est rejoint au capital par des actionnaires comme Jacques-Antoine Granjon, fondateur de la société vente-privée.com, Xavier Niel et Marc Simoncini.
Il rachète également, associé à Jacques-Antoine Granjon et Stéphane Hillel, le Théâtre de Paris (en 2013), le Théâtre de la Michodière (en 2014) et le Théâtre des Bouffes Parisiens (en 2016).
En 2019, Richard Caillat vend au groupe FIMALAC Entertainment fondé par Marc Ladreit de Lacharrière la totalité de ses activités.
Au cours des années, il produit : 
- 2010, La Mère, de Florian Zeller. Le succès vaut à sa comédienne, Catherine Hiegel, le Molière de la meilleure comédienne en 2011[6].
- 2013, Nos femmes, de Éric Assous, avec Daniel Auteuil et Richard Berry au Théâtre de Paris
- 2014, KINSHIP, de Carey Perloff, avec Isabelle Adjani et Niels Schneider[3]
- 2015, MOMO[3], de Sébastien Thiéry, avec Muriel Robin et François Berléand
- 2015, Représailles, d'Éric Assous, avec Michel Sardou et Marie-Anne Chazel[7]
- 2015, Une journée ordinaire, avec Alain Delon et Anouchka Delon[3]
- 2016, L'envers du décor[3], de Florian Zeller, avec Daniel Auteuil
- 2017, La Nouvelle d'Éric Assous[8], avec Mathilde Seigner et Richard Berry
- 2018, Al Pacino sur scène, au Théâtre de Paris[9]
- 2019, Le Malade imaginaire, de Molière, avec Daniel Auteuil
- 2019, N'écoutez pas, Mesdames, de Sacha Guitry[10], avec Michel Sardou
- 2022, Les Producteurs, de Mel Brooks, mis en scène par Alexis Michalik[11] au Théâtre de Paris
- 2023, La note, d'Audrey Schebat au Théâtre des Bouffes Parisiens, avec Sophie Marceau et François Berléand[12]
- 2023, Al Pacino sur scène, Salle Pleyel[13]

### Producteur de spectacles comiques
Richard Caillat produit des artistes d'humour tels que Camille Lellouche, Michèle Bernier, Bérengère Krief, Michel Drucker, Titoff ou encore Patrick Bosso.

### Engagements
Richard Caillat préside l’association des diplômés de l’école Euromed Management (Kedge Business School) entre 2006 et 2014.
Fan de foot, il crée en 2006 avec l’OM le club OM Events, puis le 4OM Business Club[source secondaire souhaitée]. En 2017 il intègre le Conseil d’administration de l’OM Association.
Entre 1997 et 2009, il rédige plusieurs livres, dont deux sur les « personnalités singulières » (les "Blue Cats").

### Vie privée
De 2019 à 2022, il partage la vie de la comédienne Sophie Marceau.